# P-NET
P-NET是一個開放式的工業現場總線協定，由丹麥的Proces-Data A/S公司在1983年開發。管理機構為國際P-NET用戶組織（International P-NET User Organization，IPUO）。P-NET適合在一般時間需求的工業系統中使用。一般系統的反應時間大約為微秒等級，網路線最長可到一公里。
P-NET協定的標準是架構在OSI模型上。大多數的現場總線協定只包括有OSI模型的第1層（實體層）、第2層（資料連結層）及第7層（應用層），但P-NET協定除了上述的協定外，還包括OSI模型的第3層（網絡層）及第4層（傳輸層，但在P-NET中是服務層）。
在1999年發佈的現場總線標準，IEC 61158 第2版中，現場總線分為8類，Type 4是P-NET，2008年發佈的IEC 61158，標訊標準分為15個通信行規族（Communication Profile Families, CPF），其中的CPF04是P-NET。

## 外部連結
- Official P-NET Website by IPUO (International P-NET User Organization)（页面存档备份，存于）
- Offizielle Website von PROCES-DATA, einem Hersteller von P-NET Modulen
- P-NET Beschreibung der IPUO in Deutscher Sprache (PDF-Datei; 1008 kB)